# Mohamed Souibaâh
Mohamed Souibaa (en arabe : محمد سويبع), est un footballeur algérien né le 25 décembre 1991 à Baraki. Il évolue au poste d'Attaquant à la JS Saoura.

## Biographie
Il s'illustre avec la formation mouloudéene dès son arrivée lors du mercato hivernal, inscrivant cinq buts en une demi-saison.

## Palmarès
- Champion d'Algérie avec le CR Belouzidad 2019-2020.
- Vainqueur de la supercoupe d'Algérie en 2020 avec le Cr Belouizdad